# Filipe Augusto
Filipe Augusto Carvalho Souza (Itambé, Bahía, 12 de agosto de 1993), más conocido como Filipe Augusto, es un futbolista brasileño que juega de centrocampista en el Qingdao Hainiu F. C. de la Superliga de China.

## Carrera
Nacido en Itambé (Bahía, Brasil) entró en las categorías inferiores del Esporte Clube Bahia con 16 años en 2009. Hizo su debut con el primer equipo en febrero de 2012 de la mano del técnico Paulo Roberto Falcão.
En junio de 2012 llegó al Río Ave F. C. de Portugal por 2,2 millones de euros, a las órdenes del técnico debutante Nuno Espírito Santo. 
Disputó dos temporadas hasta que en verano de 2014 fue cedido un año al Valencia C. F. de España, que necesitaba un centrocampista y era el nuevo equipo del técnico Nuno, con quien compartía agente, Jorge Mendes. 
Casi sin oportunidades regresó a Portugal y en 2015 fue cedido al S. C. Braga, donde tuvo más minutos pero tampoco logró regularidad.
En verano de 2016 regresó al Río Ave donde, tras superar una lesión, consiguió disfrutar de regularidad y hasta logró anotar dos goles en sus dos primeros encuentros, frente al Vitória Setúbal en la 11.ª jornada y frente al C. D. Tondela en la 12.ª jornada. Pasó a ser titular indiscutible hasta que el último día del mercado de invierno fichó por el S. L. Benfica.
Debutó con el S. L. Benfica el 5 de febrero en la 20.ª jornada de Liga disputando los últimos minutos frente al C. D. Nacional. Hizo su debut en Liga de Campeones el 14 de febrero jugando el segundo tiempo de la victoria 1-0 de la ida de los octavos de final frente al Borussia Dortmund en el Estádio da Luz. Disputó los últimos minutos de las jornadas siguientes, pero luego no volvió a participar hasta mediados del mes de abril. La temporada 2017-18 arrancó disfrutando de minutos en las diez primeras jornadas para el técnico Rui Vitória, incluso siendo titular en tres partidos de la fase de grupos de la Liga de Campeones frente a CSKA Moscú dos partidos y frente a Manchester United, pero luego pasó de nuevo a no contar en absoluto, lo que hizo buscarle una salida en el mercado de invierno.
En enero de 2018 se acordó su cesión hasta final de temporada al Alanyaspor de Turquía, que buscaba mantener la categoría. Solo disputó los minutos finales en tres encuentros con el técnico Hikmet Karaman, pero no parecía contar para el nuevo técnico Mesut Bakkal con el que no tuvo minutos.
En enero de 2019 regresó nuevamente al Rio Ave. Dos años y medio después se marchó a Arabia Saudita para jugar en el Damac F. C.
En febrero de 2023 volvió al fútbol de su país tras firmar por el Cuiabá E. C. Dos años después se marchó a China para jugar en el Qingdao Hainiu F. C.

## Selección
Filipe Augusto disputó el Torneo Esperanzas de Toulon de 2013 en Francia, donde se proclamó campeón con la selección de fútbol sub-20 de Brasil. 
En otoño de 2014 debuta y es convocado para varios encuentros de la selección de fútbol sub-21 de Brasil.

## Clubes
| Club                       | País           | Año       |
| -------------------------- | -------------- | --------- |
| E. C. Bahia                | Brasil         | 2010-2012 |
| Rio Ave F. C.              | Portugal       | 2012-2014 |
| Valencia C. F. (cedido)    | España         | 2014-2015 |
| Sporting de Braga (cedido) | Portugal       | 2015-2016 |
| Rio Ave F. C.              | Portugal       | 2016-2017 |
| S. L. Benfica              | Portugal       | 2017-2018 |
| Alanyaspor (cedido)        | Turquía        | 2018      |
| Rio Ave F. C.              | Portugal       | 2019-2021 |
| Damac F. C.                | Arabia Saudita | 2021-2022 |
| Cuiabá E. C.               | Brasil         | 2023-2024 |
| Qingdao Hainiu F. C.       | China          | 2025-     |